# لیمو انگشتی استرالیایی
لیمو انگشتی استرالیایی (نام علمی: Microcitrus australasica) نام یک گونه از تیره سدابیان است.
درختی کوچک یا درختچه‌ای خاردار، بومی زمین‌های پست نواحی نیمه گرمسیری و جنگل‌های بارانی در استرالیا هستند. این گیاهان دارای میوه‌های خوراکی که پتانسیل تولید به عنوان یک محصول اقتصادی را دارند، می‌باشند.